# Ceratostylis longifolia
Ceratostylis longifolia är en orkidéart som beskrevs av Johannes Jacobus Smith. Ceratostylis longifolia ingår i släktet Ceratostylis och familjen orkidéer. Inga underarter finns listade i Catalogue of Life.